# Sukrit Yothee
Sukrit Yothee (thailändisch สุกฤษธิ์ โยธี, * 21. April 1983) ist ein thailändischer Fußballtrainer.

## Karriere
Sukrit Yothee stand von 2015 bis 2018 als Co-Trainer beim Nongbua Pitchaya FC in Nong Bua Lamphu unter Vertrag. 2015 spielte der Verein in der dritten Liga, der damaligen Regional League Division 2. Hier trat Nongbua in der Northern Region an. Am Ende der Saison 2016 wurde der Verein Meister der Region und stieg anschließend in die zweite Liga auf. Im Januar 2019 übernahm er das Traineramt beim Udon United FC. Der Verein aus Udon Thani spielte in der fünften Liga, der Thailand Amateur League. Am Ende der Saison stieg er mit dem Klub in die vierte Liga auf. Nachdem die Liga 2020 wegen der COVID-19-Pandemie unterbrochen wurde, beschloss der Verband, nach Wiederaufnahme des Spielbetriebs die dritte Liga und die vierte Liga zusammenzulegen. Udon spielte fortan in der dritten Liga. Hier trat man in der North/Eastern Region an. Am Ende der Saison feierte er mit Udon die Meisterschaft der Region. Zu Beginn der Saison 2021/22 verpflichtete ihn der Zweitligist Lampang FC. Mit dem Verein aus Lampang belegte er den vierten Tabellenplatz und qualifizierte sich somit für die Aufstiegs-Play-off-Spiele zur ersten Liga. Hier konnte man sich im Finale gegen den Trat FC durchsetzen und man stieg in die erste Liga auf. Nach Ende der Saison 2021/22 wurde er zum Trainer der Zweitligasaison gewählt. Ein Jahr später musste er mit Lampang wieder den Weg in die Zweitklassigkeit antregen. Nach dem Abstieg verließ er den Verein und schloss sich im Juli 2023 dem ebenfalls aus der ersten Liga abgestiegenen Nongbua Pitchaya FC an.

## Erfolge
Udon United FC
Thai League 3 – North/East: 2020/21
Lampang FC
Thai League 2: 2021/22 (4. Platz)  ▲

## Auszeichnungen
Thai League 2
- Trainer der Saison: 2021/22